# جان كلود إتيان
جان كلود إتيان (بالفرنسية: Jean-Claude Étienne)‏ هو سياسي فرنسي، ولد في 6 أغسطس 1941 في فرنسا، وتوفي في 11 مارس 2017. حزبياً، نشط في الاتحاد من أجل حركة شعبية والتجمع من أجل الجمهورية.

## مناصب
- انتخب member of the French Economic, Social and Environmental Council ‏.
- انتخب عضو مجلس الشيوخ الفرنسي.
- انتخب عضو مجلس جهوي.
- انتخب نائب فرنسي.